# Tupã
Die Universitätsstadt Tupã, amtlich Estância Turística de Tupã, liegt im Südwesten des brasilianischen Bundesstaates São Paulo. 2022 lebten in Tupã nach offizieller Schätzung 63.928 Menschen auf 628 km². Der Name der Stadt geht zurück auf die Ureinwohner, die Tupí, die auch in dieser Region ansässig waren.

## Geographie

### Distrikte
Die Gemeinde ist in Distrikte unterteilt:
- Tupã – Hauptdistrikt
- Parnaso
- Universo
- Varpa

## Geschichte
Die Gemeinde wurde 1938 durch Landesgesetz gegründet.

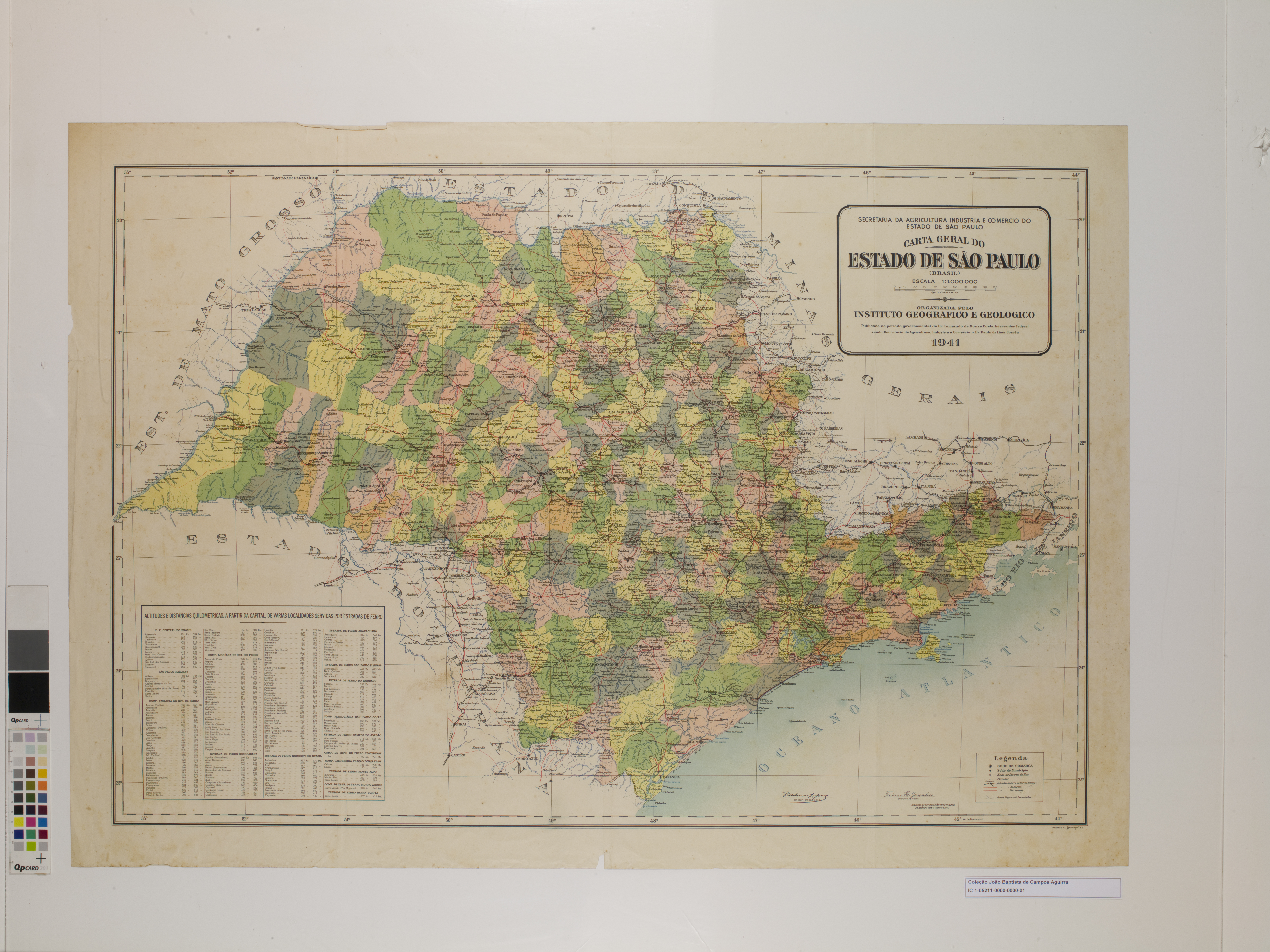
Karte des Bundesstaates São Paulo (1938).

## Bevölkerung
| Bevölkerungsentwicklung | Bevölkerungsentwicklung |
| Jahr                    | Bevölkerung             |
| ----------------------- | ----------------------- |
| 1940                    | 35.583                  |
| 1950                    | 56.682                  |
| 1960                    | 56.468                  |
| 1970                    | 52.537                  |
| 1980                    | 56.587                  |
| 1991                    | 61.302                  |
| 2000                    | 63.333                  |
| 2010                    | 63.476                  |
| 2022                    | 63.928                  |
| [ 4 ] [ 5 ] [ 6 ]       |                         |

## Wirtschaft und Landwirtschaft
Die Region ist geprägt von der Landwirtschaft, insbesondere der Produktion von Zuckerrohr, Sojabohnen, Mais sowie zunehmend Maniok (Tapioka). Ein zunehmender Anteil der Zuckerrohr-, als auch die Maniok-Produktion ist zur Weiterverarbeitung zu Alkohol (Ethanol) bestimmt. Die lokale Industrie in Tupã ist bestimmt durch verschiedene Fabriken der Nahrungsmittelindustrie sowie der Möbelindustrie. Der Anbau von Kaffeepflanzen wurde auch deswegen in den letzten Jahren reduziert. Neben dem Ackerbau wird auch Viehzucht betrieben, insbesondere extensive Rinderzucht, sowie die Geflügel- und Eierproduktion. Der Nachbarort Bastos ist in Brasilien als „Capital do Ovo“ (Hauptstadt der Eier(-produktion)) bekannt.
Neben der Agrarindustrie (Mühlen, Ölmühlen etc.) ist in Tupã die Nahrungsmittelindustrie sowie der Möbelindustrie stärker ausgeprägt. Der Dienstleistungssektor ist unterdurchschnittlich entwickelt.

## Religion
Das Christentum ist in der Stadt wie folgt vertreten:

### Römisch-katholische Kirche
Die römisch-katholische Gemeinde ist Teil des Bistums Marília.

### Protestantische Kirche
In der Stadt gibt es die unterschiedlichsten evangelischen Glaubensrichtungen, hauptsächlich Pfingstler, darunter die brasilianischen Assemblies of God (die größte evangelische Kirche des Landes), die Christliche Kongregationalistische Kirche in Brasilien, und andere.

## Persönlichkeiten
- José Carlos Brandão Cabral (* 1963), römisch-katholischer Geistlicher, Bischof von São João da Boa Vista
- Nina Pandolfo (* 1977), Graffiti- und Streetart-Künstlerin, Malerin und Plastikerin.
- Íris Stefanelli (* 1979), TV-Moderatorin
- Yago dos Santos (* 1999), Basketballspieler